# لسانيات المدونة الحاسوبية

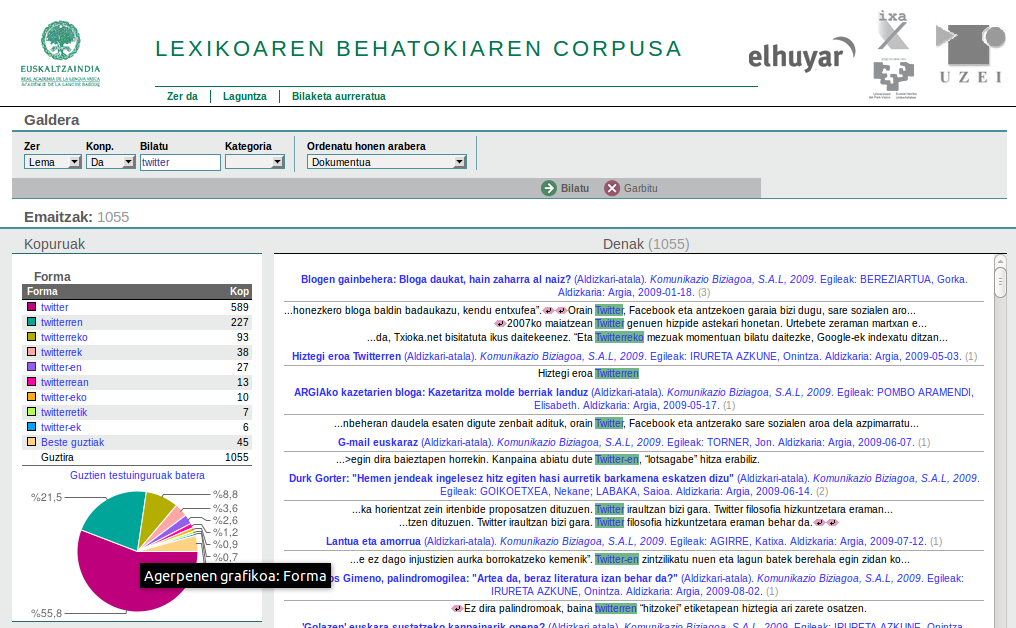
لقطة شاشة لاستعلام موجه إلى مجموعة Lexikoaren Behatokia Corpus التابعة لأكاديمية لغة الباسك

لسانيات المدونة الحاسوبية (بالإنجليزية: Corpus Linguistics)‏ هي دراسة اللغة المجموعة والموضحة في متن أو مكنز نصي. وهذه الطريقة تمثل نهج موجز لاستخلاص قواعد مجردة تخضع لها اللغة الطبيعية. في الاصل تتم هذه الدراسة أو المعالجة يدويا لكن الآن تُدْرَس المتون بعمليات مؤتمتة (automated process).
مختصون لغويات المتون يعتقدون أنه أفضل تحليل لغة موثوق يمكن ظهوره في عينات المتون المجمعة في مجال محدد (مثل الصحف أو الاخبار أو الطب... الخ) في سياقاتها الطبيعية مع القليل من التدخل التجريبي.